# Xtrfy
Xtrfy（エクストリファイ）は、スウェーデンのスコーネに本拠を構えるゲーミングデバイスメーカーである。
2022年現在、アジア12カ国、ヨーロッパ33カ国、北アメリカ2カ国、南アメリカ3カ国、オセアニア2カ国、その他3カ国、計55カ国で販売を行っている。

## 概要
主に以下の製品を販売する。
- マウス
- マウスパッド
- ヘッドセット
- キーボード
- アクセサリー（専用のグリップテープやマウスバンジーなど）

## 沿革
- 2013年 - スウェーデンのスコーネで創業
- 2018年 - テクテク株式会社と日本正規代理店契約を締結
- 2018年 - スウェーデンのeスポーツリーグであるSvenska Elitserien CS：GOのスポンサーを開始
- 2020年 - BegripGamingのスポンサーを開始
- 2021年 - Valorantで最大のスターとして知られるTyson“TenZ”Ngo（TENZ選手）とのスポンサー契約を開始
- 2022年 - マンチェスター・ユナイテッド所属選手のJesse Lingard氏とeスポーツ組織“JLINGZ“とパートナーシップを締結

## 主な製品
- マウス
  - M1
  - M2
  - M3
  - M4
  - M4Wireless
  - M42
  - M42Wireless
  - MZ1
  - MZ1Wireless
  - M8Wireless
- マウスパッド
  - GP1
  - GP2
  - GP3
  - GP4
  - GP5
  - TEAMPAD
- ヘッドセット
  - H1
  - H2
- キーボード
  - XG1
  - K2
  - K3
  - K4
  - K5

中でも、「PROJECT 4」シリーズのM4、M42、K4並びにGP4は高い評価を受けており、世界のトッププレイヤー達に愛用されている。

## 製品へのこだわり
Xtrfyは、世界のトッププレイヤー達と協力して、プロレベルのeスポーツ機器を開発している。製品は、十分に実績のある技術と、最も重要な要素である経験に基づき作られている。2013年の創業以来、ずっとスウェーデンのスコーネにあるオフィスで一から製品開発を続けており、ユーザーからはデザイン、性能、耐久性共に高い評価を受けている。